# Warwick Davis
Warwick Ashley Davis (Epsom, Surrey, 3 februari 1970) is een Brits acteur. Hij is klein (1,07 meter) vanwege de aangeboren aandoening spondyloepifysaire dysplasie congenita (SEDc), die leidt tot dwerggroei.
Davis is vooral bekend geworden door zijn rol in de films Leprechaun en Willow. Recenter is hij te zien in alle acht films uit de Harry Potter-serie, waarin hij de rollen vertolkt van Grijphaak en Professor Banning.

## Biografie

### Jonge jaren
Warwick Davis werd geboren in Epsom. Zijn vader was een verzekeringsmakelaar. Davis heeft nog een jongere zus.
Davis volgde zijn opleiding aan de Chinthurst School en later de City of London Freemen's School.

### Carrière
Toen hij 11 jaar oud was, hoorde zijn grootmoeder op de radio een oproep dat de producers van de Star Wars-filmreeks op zoek waren naar kleine mensen voor de rollen van de Ewoks in Star Wars: Episode VI: Return of the Jedi. Davis, die groot fan was van de films, meldde zich aan en kreeg een rol. Op de set leerde hij Mark Hamill kennen, die voor Davis alle Star Wars actiefiguurtjes kocht die nog ontbraken in zijn verzameling. Aanvankelijk zou Davis een van de achtergrondpersonages worden, maar toen de acteur die eigenlijk Wicket W. Warrick moest spelen ziek werd, wees George Lucas Davis aan als zijn vervanger. Davis baseerde zijn bewegingen als een ewok op zijn hond. Tijdens de filmopnames werkte Davis ook mee aan een korte mockumentary omtrent de productie genaamd Return of the Ewok. Davis vertolkte de rol van Warrick opnieuw in de spin-off films Caravan of Courage: An Ewok Adventure en Ewoks: The Battle for Endor.
In 1987 werd Davis opnieuw benaderd door George Lucas en Ron Howard voor de film Willow. Dit was zijn eerste grote rol waarin hij geen kostuum dat zijn hele lichaam zou verhullen hoefde te dragen. Davis speelde in de film naast Val Kilmer. Na Willow richtte Davis zich op een televisiecarrière, met onder ander de miniserie The Chronicles of Narnia. In 1993 speelde hij voor de eerste keer de kwaadaardige Ierse kobold uit de Leprechaun-filmreeks. Hij zou de rol ook op alle volgende films uit deze reeks voltooien. Toen George Lucas met zijn prequel-trilogie van Star Wars begon, kreeg Davis van hem drie rollen in Star Wars: Episode I: The Phantom Menace: Weazel, Wald, en Yoda (voor de scènes waarin Yoda moest lopen).
Davis vertolkte twee rollen in de Harry Potter-serie: die van professor Filius Banning, en in de laatste twee films de kobold Grijphaak (een rol die eerst nog gespeeld werd door Verne Troyer). Samen met collega Potter-acteur Daniel Radcliffe had Davis een rol in de Britse serie Extras.
In de verfilming van De kronieken van Narnia: Prins Caspian speelde hij de rol van Nikabrik de dwerg.

### Ander werk
Samen met Peter Burroughs richtte Warrick in 1995 het bedrijf Willow Management op, dat zich specialiseert in het vertegenwoordigen van acteurs met dwerggroei. In april 2010 publiceerde hij zijn autobiografie Size Matters Not: The Extraordinary Life and Career of Warwick Davis, met daar in een voorwoord door George Lucas.
In 2012 reisde Davis samen met Karl Pilkington van Venetië naar China, om voor seizoen drie van het programma An Idiot Abroad in de voetstappen van Marco Polo te treden.

## Films
| Jaar      | Titel                                             | Rol                                      | Opmerking               |
| --------- | ------------------------------------------------- | ---------------------------------------- | ----------------------- |
| 1982      | Return of the Ewok                                | Wicket W. Warrick                        | niet uitgebracht        |
| 1983      | Star Wars: Episode VI: Return of the Jedi         | Wicket W. Warrick                        |                         |
| 1984      | Caravan of Courage: An Ewok Adventure             | Wicket W. Warrick                        |                         |
| 1985      | Ewoks: The Battle for Endor                       | Wicket W. Warrick                        |                         |
| 1986      | Labyrinth                                         | Goblin                                   |                         |
| 1986      | The Princess and the Dwarf                        |                                          |                         |
| 1987      | Conor Finans Adventures in Naas                   |                                          |                         |
| 1988      | Willow                                            | Willow Ufgood                            |                         |
| 1989      | Prince Caspian and the Voyage of the Dawn Treader | Reepicheep                               | BBC televisieserie      |
| 1990      | The Silver Chair                                  | Glimfeather                              | BBC televisieserie      |
| 1992      | Leprechaun                                        | Leprechaun                               |                         |
| 1994      | Leprechaun 2                                      | Leprechaun                               |                         |
| 1995      | Leprechaun 3                                      | Leprechaun                               |                         |
| 1996      | Gulliver's Travels                                | Grildrig                                 |                         |
| 1996      | Leprechaun 4: In Space                            | Leprechaun                               |                         |
| 1997      | Prince Valiant                                    | Pechet                                   |                         |
| 1998      | A Very Unlucky Leprechaun                         | Lucky                                    |                         |
| 1999      | Star Wars: Episode I: The Phantom Menace          | Weazel                                   |                         |
| 1999      | The New Adventures of Pinocchio                   | dwerg                                    |                         |
| 1999      | The White Pony                                    | Lucky                                    |                         |
| 2000      | The 10th Kingdom                                  | Acorn the Dwarf                          | miniserie               |
| 2000      | Leprechaun in the Hood (2000)                     | Leprechaun                               |                         |
| 2001      | Snow White                                        |                                          |                         |
| 2001      | Harry Potter and the Philosopher's Stone          | Professor Filius Banning                 |                         |
| 2002      | Harry Potter and the Chamber of Secrets           | Professor Filius Banning                 |                         |
| 2002      | Skinned Deep                                      | Plates                                   |                         |
| 2002      | Star Wars: Episode II: Attack of the Clones       | Yoda                                     |                         |
| 2003      | Leprechaun: Back 2 tha Hood                       | Leprechaun                               |                         |
| 2004      | Ray                                               | Oberon                                   |                         |
| 2004      | Harry Potter and the Prisoner of Azkaban          | Professor Filius Banning                 |                         |
| 2004      | Skinned Deep                                      | Plates                                   |                         |
| 2005      | The Hitchhiker's Guide to the Galaxy              | lichaam van Marvin de paranoïde androïde |                         |
| 2005      | Harry Potter and the Goblet of Fire               | Professor Filius Banning                 |                         |
| 2005      | Small Town Folk                                   | Knackerman                               |                         |
| 2005      | Extras                                            | zichzelf                                 |                         |
| 2007      | Harry Potter and the Order of the Phoenix         | Professor Filius Banning                 |                         |
| 2008      | Agent One-Half                                    | Agent One-Half                           |                         |
| 2008      | The Chronicles of Narnia: Prince Caspian          | Nikabrik                                 |                         |
| 2008      | Invasion of the Not Quite Dead                    |                                          |                         |
| 2009      | Harry Potter and the Half-Blood Prince            | Professor Filius Banning                 |                         |
| 2009      | Tell Him Next Year                                | Elf                                      |                         |
| 2010      | Harry Potter and the Deathly Hallows part I       | Professor Filius Banning Grijphaak       |                         |
| 2010      | ShortFellas                                       | Charlie                                  |                         |
| 2011      | Harry Potter and the Deathly Hallows part II      | Professor Filius Banning Grijphaak       |                         |
| 2013      | Ashens and the Quest for the Gamechild            | Warwick Davis                            |                         |
| 2013      | An Idiot Abroad                                   | Warwick Davis                            |                         |
| 2014      | Get Santa                                         | Sally                                    |                         |
| 2015      | Star Wars: Episode VII: The Force Awakens         | Wollivan                                 |                         |
| 2016      | Rogue One: A Star Wars Story                      | Weeteef Cyubee                           |                         |
| 2017      | Star Wars: Episode VIII: The Last Jedi            | Wodibin                                  |                         |
| 2017-2018 | Star Wars Rebels                                  | Rukh                                     | 6 afleveringen, stemrol |
| 2018      | Solo: A Star Wars Story                           | Weazel                                   |                         |
| 2019      | Star Wars: Episode IX: The Rise of Skywalker      | Wicket W. Warrick                        |                         |
| 2022-2023 | Willow                                            | Willow Ufgood                            | 8 afleveringen          |
| 2024      | Star Wars: Tales of the Empire                    | Rukh                                     | 1 aflevering, stemrol   |